# Ruch drogowy

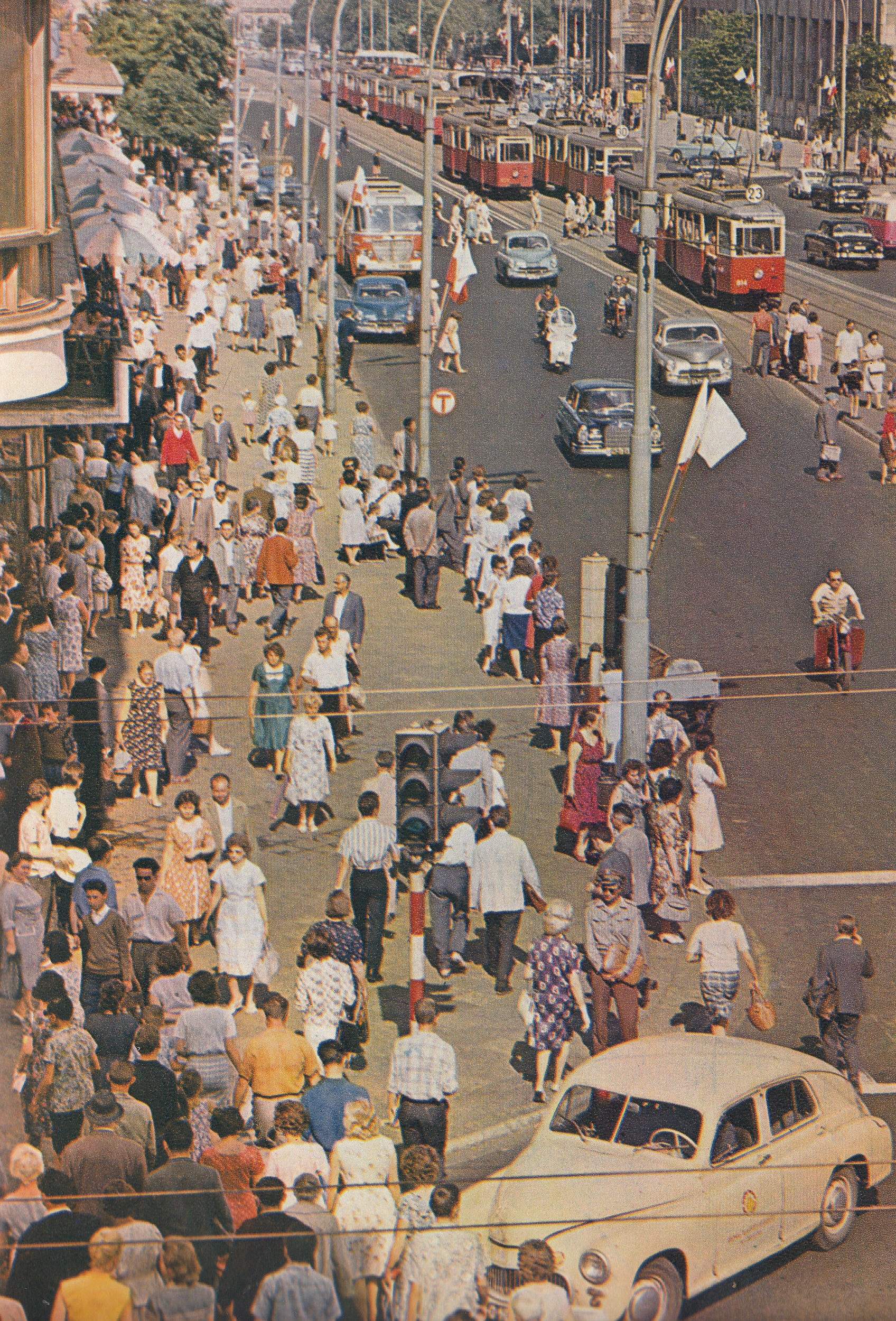
Ruch uliczny w Alejach Jerozolimskich w Warszawie w latach 60. XX wieku

Ruch drogowy, ruch uliczny – ruch pojazdów, zwierząt i pieszych po drogach.
Przepisy regulujące zasady ruchu drogowego w Polsce zawarto w ustawie z dnia 20 czerwca 1997 r. Prawo o ruchu drogowym.

## Zasady ruchu drogowego

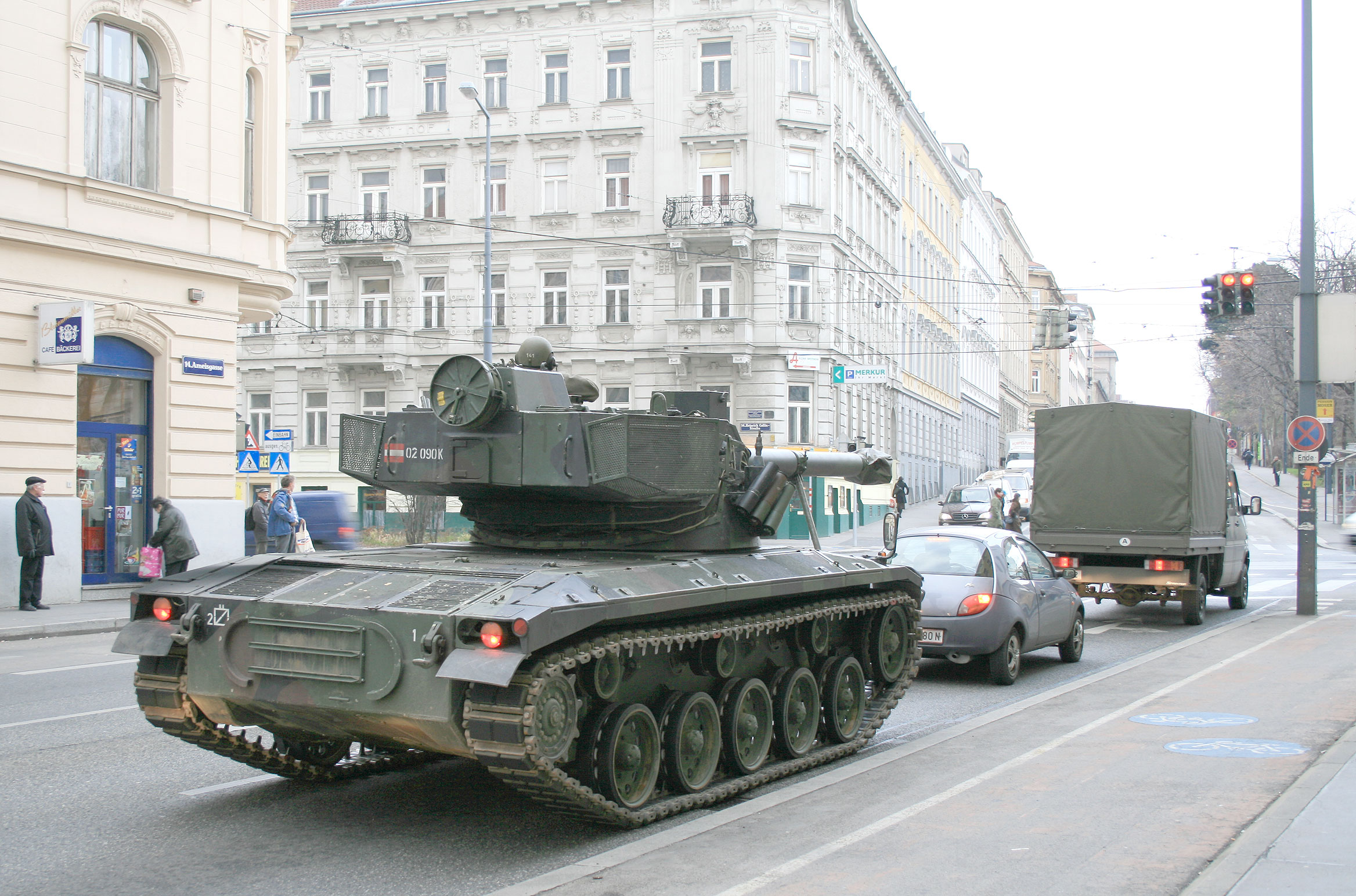
Zasady ruchu drogowego dotyczą wszystkich jego uczestników.

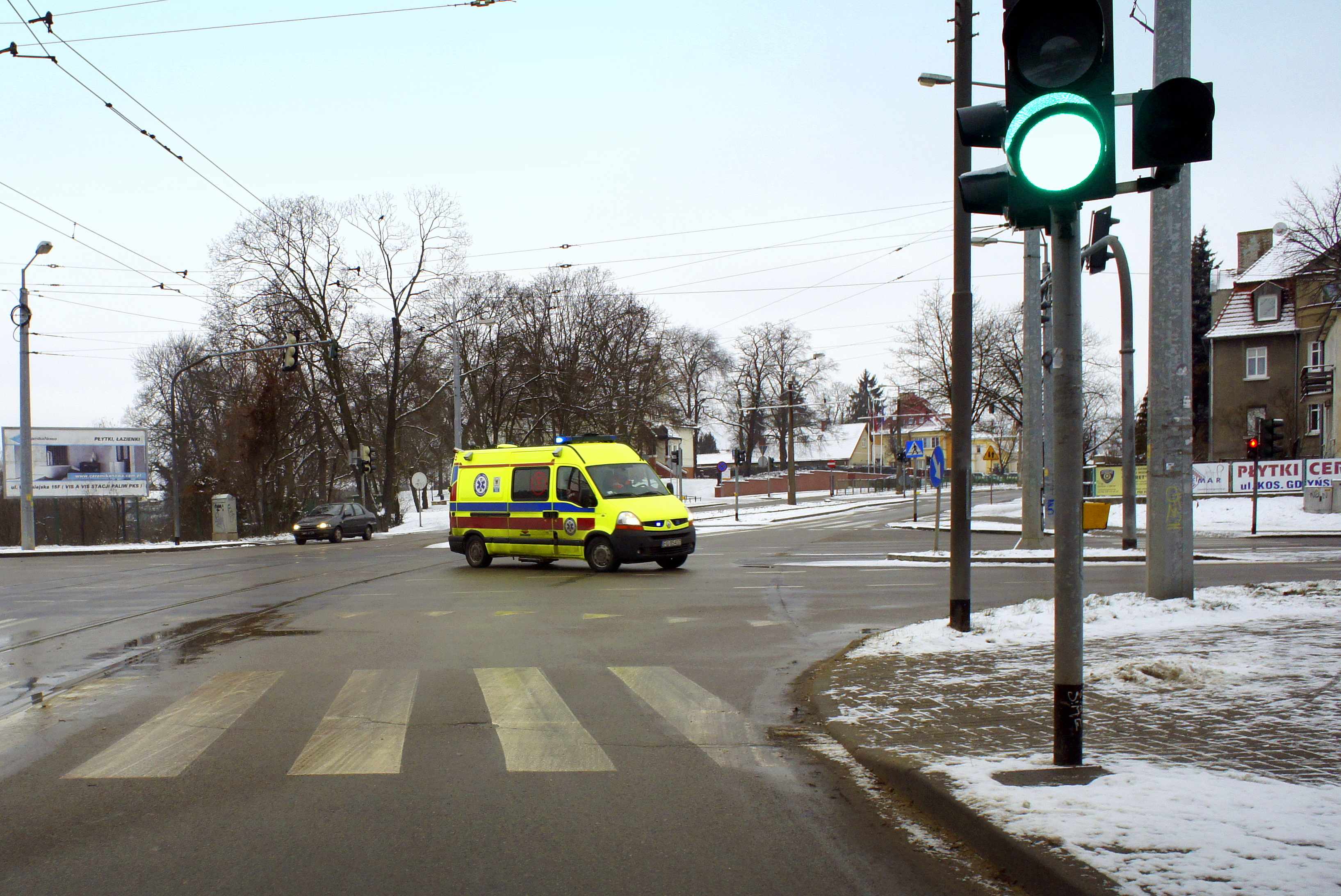
Pojazd uprzywilejowany w ruchu drogowym, emitujący sygnały dźwiękowe i świetlne

Podstawowe zasady ruchu drogowego zostały określone w Konwencji wiedeńskiej o ruchu drogowym w roku 1968. Nie wszystkie kraje ją ratyfikowały, a nawet wśród jej sygnatariuszy zdarzają się odstępstwa. W Polsce regulującym te kwestie aktem prawnym jest ustawa Prawo o ruchu drogowym z dnia 20 czerwca 1997 roku (z późniejszymi zmianami).
Podstawową zasadą jest, że każdy uczestnik ruchu ma obowiązek uniknięcia kolizji z innym uczestnikiem ruchu niezależnie od tego, czy tamten postąpił zgodnie z zasadami ruchu, czy nie.
Przy wykonywaniu niebezpiecznych manewrów (na przykład wyprzedzaniu lub zmianie kierunku jazdy) i w niebezpiecznych miejscach (między innymi na skrzyżowaniu i przejściu dla pieszych) Prawo o ruchu drogowym wymaga zachowania szczególnej ostrożności. O takich miejscach informują także znaki drogowe ostrzegawcze.

### Ruch lewostronny i prawostronny
Aby pojazdy jadące w przeciwnych kierunkach nie blokowały sobie drogi, wprowadzono obowiązek jazdy możliwie blisko jej lewej krawędzi (ruch lewostronny) lub prawej (ruch prawostronny). Ruch prawostronny dotyczy około 66% ludności świata i 72% długości dróg. W Polsce obowiązuje ruch prawostronny, jednak nie dotyczy on rowerzystów na skrzyżowaniach niebędących rondami oraz bezpośrednio przed nimi, gdzie dopuszcza się jazdę środkiem pasa ruchu.

### Klasyfikacja uczestników ruchu i pojazdów w nim uczestniczących

#### Klasyfikacja uczestników
Zgodnie z polską definicją ustawową uczestnik ruchu to pieszy, osoba poruszająca się przy użyciu urządzenia wspomagającego ruch, kierujący oraz każda inna osoba przebywająca w pojeździe, na pojeździe lub na drodze. Uczestnik ruchu ma obowiązek stosować się do zasad ruchu drogowego.
Pieszy to osoba znajdująca się poza pojazdem na drodze i niewykonująca na niej robót lub czynności przewidzianych odrębnymi przepisami. Za pieszego uważa się również osobę prowadzącą, ciągnącą lub pchającą rower, motorower, motocykl, hulajnogę elektryczną, urządzenie transportu osobistego, urządzenie wspomagające ruch, wózek dziecięcy, podręczny lub inwalidzki, osobę poruszającą się w wózku inwalidzkim, a także osobę w wieku do 10 lat kierującą rowerem pod opieką osoby dorosłej. Uczestnikami ruchu mogą być także osoby jadące wierzchem (jeźdźcy) i osoby pędzące zwierzęta.

#### Klasyfikacja pojazdów
Na podstawie polskich definicji ustawowych wyróżnia się:
- pojazdy niewyposażone w silnik – np. rower, wózek rowerowy i pojazd zaprzęgowy;
- pojazdy wyposażone w silnik
  - motorowery
  - pojazdy szynowe
  - pojazdy silnikowe
    - ciągniki rolnicze
    - pojazdy wolnobieżne – pojazdy silnikowe o konstrukcji ograniczającej prędkość jazdy do 25 km/h, z wyłączeniem ciągników rolniczych
    - pojazdy samochodowe – pojazdy silnikowe o konstrukcji umożliwiającej jazdę z prędkością przekraczającą 25 km/h, z wyłączeniem ciągników rolniczych i motorowerów
      - samochody osobowe służące konstrukcyjnie do przewozu co najwyżej 9 osób
      - autobusy służące konstrukcyjnie do przewozu co najmniej 10 osób
      - pojazdy ciężarowe służące konstrukcyjnie do przewozu ładunków
      - ciągniki samochodowe służące wyłącznie do ciągnięcia przyczep
      - motocykle
      - taksówki osobowe służące do przewozu co najwyżej 9 osób za opłatą ustaloną taksometrem
      - taksówki motocyklowe służące do przewozu co najwyżej 2 osób za opłatą ustaloną taksometrem
      - taksówki bagażowe służące do przewozu ładunków o masie nieprzekraczającej 2,5 t za opłatą ustaloną taksometrem.

### Ruch zwierząt
Jazda wierzchem i pędzenie zwierząt powinny się odbywać po drodze przeznaczonej do pędzenia zwierząt. W razie braku takiej drogi jazda wierzchem i pędzenie zwierząt mogą odbywać się po poboczu, a jeżeli brak jest pobocza – po jezdni. Zwierzęta w stadzie mogą być pędzone po drodze tylko pod odpowiednim nadzorem. Zwierzę pojedyncze może być prowadzone tylko na uwięzi.

### Dopuszczenie pojazdów do ruchu

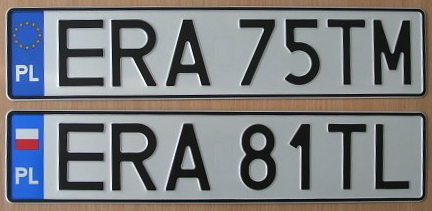
Tablice rejestracyjne stosowane w Polsce
góra: wzór obowiązujący od 1 maja 2006
dół: wydawane od 1 maja 2000 do 30 kwietnia 2006
(obie były używane w powiecie radomszczańskim)

Każdy pojazd, aby był dopuszczony do ruchu, musi spełniać określone w ustawie i rozporządzeniu warunki techniczne. Pojazd samochodowy, ciągnik rolniczy, pojazd wolnobieżny wchodzący w skład kolejki turystycznej, motorower lub przyczepa podlegają obowiązkowi rejestracji i muszą posiadać zalegalizowane tablice rejestracyjne. Dla tych pojazdów wydaje się dowód rejestracyjny, który stwierdza ich dopuszczenie do ruchu. Rejestracji pojazdów dokonuje zazwyczaj właściwy starosta.

### Ograniczenie prędkości
Im większa prędkość, tym trudniej uniknąć kolizji. Z tego względu prawie wszystkie kraje na świecie wprowadziły ograniczenie prędkości. Aby kontrolować przestrzeganie limitu, uprawnione do tego organy używają różnych urządzeń, na przykład fotoradarów i wideorejestratorów.
Dopuszczalne prędkości w Polsce:
| miejsce                                                                       | miejsce                                                                       | motocykl, samochód osobowy oraz ciężarowy o dopuszczalnej masie całkowitej do 3,5 t | Autobus spełniający dodatkowe wymagania techniczne | Samochód ciężarowy o dopuszczalnej masie całkowitej powyżej 3,5 tony, autobus, zespół pojazdów, pojazd specjalny | podczas holowania pojazdu silnikowego, pojazd z urządzeniem wystającym do przodu na więcej niż 1,5 metra |
| ----------------------------------------------------------------------------- | ----------------------------------------------------------------------------- | ----------------------------------------------------------------------------------- | -------------------------------------------------- | --- | --- |
| strefa zamieszkania                                                           | strefa zamieszkania                                                           | 20 km/h                                                                             | 20 km/h                                            | 20 km/h | 20 km/h                                                                                                  |
| obszar zabudowany                                                             | obszar zabudowany                                                             | 50 km/h                                                                             | 50 km/h                                            | 50 km/h | 30 km/h                                                                                                  |
| obszar niezabudowany (drogi nie wymienione niżej)                             | obszar niezabudowany (drogi nie wymienione niżej)                             | 90 km/h                                                                             | 70 km/h                                            | 70 km/h | 60 km/h                                                                                                  |
| droga dwujezdniowa o co najmniej dwóch pasach ruchu poza obszarem zabudowanym | droga dwujezdniowa o co najmniej dwóch pasach ruchu poza obszarem zabudowanym | 100 km/h                                                                            | 80 km/h                                            | 80 km/h | 60 km/h                                                                                                  |
| droga ekspresowa                                                              | jednojezdniowa                                                                | 100 km/h                                                                            | 100 km/h                                           | 80 km/h | 60 km/h                                                                                                  |
| droga ekspresowa                                                              | dwujezdniowa                                                                  | 120 km/h                                                                            | 100 km/h                                           | 80 km/h | 60 km/h                                                                                                  |
| autostrada                                                                    | autostrada                                                                    | 140 km/h                                                                            | 100 km/h                                           | 80 km/h | 60 km/h                                                                                                  |

Ponadto:
- Autobus spełniający dodatkowe warunki techniczne (m.in. hamulce wyposażone w system ABS, wbudowany tachograf, zwalniacz i ogranicznik prędkości, homologowane siedzenia, zabezpieczenia bagażu i odpowiedni stan ogumienia) może poruszać się na autostradzie i drodze ekspresowej z prędkością 100 km/h.
- Ciągnik rolniczy (także z przyczepą) może poruszać się z prędkością maksymalnie 30 km/h.
- Motocykl (także z przyczepą), czterokołowiec i motorower przewożący dziecko w wieku do 7 lat nie może przekraczać prędkości 40 km/h.[8]
- Samochód ciężarowy przewożący osoby poza kabiną kierowcy nie może przekraczać prędkości 50 km/h.
- Ciągnik rolniczy przewożący drużynę robotniczą w przyczepie nie może przekraczać 20 km/h.
- Dopuszczalna prędkość może zostać zmieniona za pomocą znaków drogowych.
- Ograniczenia prędkości w obszarze zabudowanym powyżej 50 km/h obejmują tylko i wyłącznie motocykle, samochody osobowe oraz ciężarowe o dopuszczalnej masie całkowitej nie przekraczającej 3,5 tony.[9], dopuszczalną prędkość w obszarze zabudowanym można podnieść tylko do 70 km/h. No chyba że na odcinkach pomiędzy skrzyżowaniami występuje separacja ruchu pojazdów samochodowych od ruchu pieszych rowerów lub wózków rowerowych – prędkość można podnieść do 80 km/h.[10]
- Od 31 grudnia 2010 r. dopuszczalna prędkość na autostradach została zwiększona do 140 km/h, a na dwujezdniowych drogach ekspresowych do 120 km/h[11].

Informacja o dopuszczalnych prędkościach – Niemcy
Informacja o dopuszczalnych prędkościach – Polska
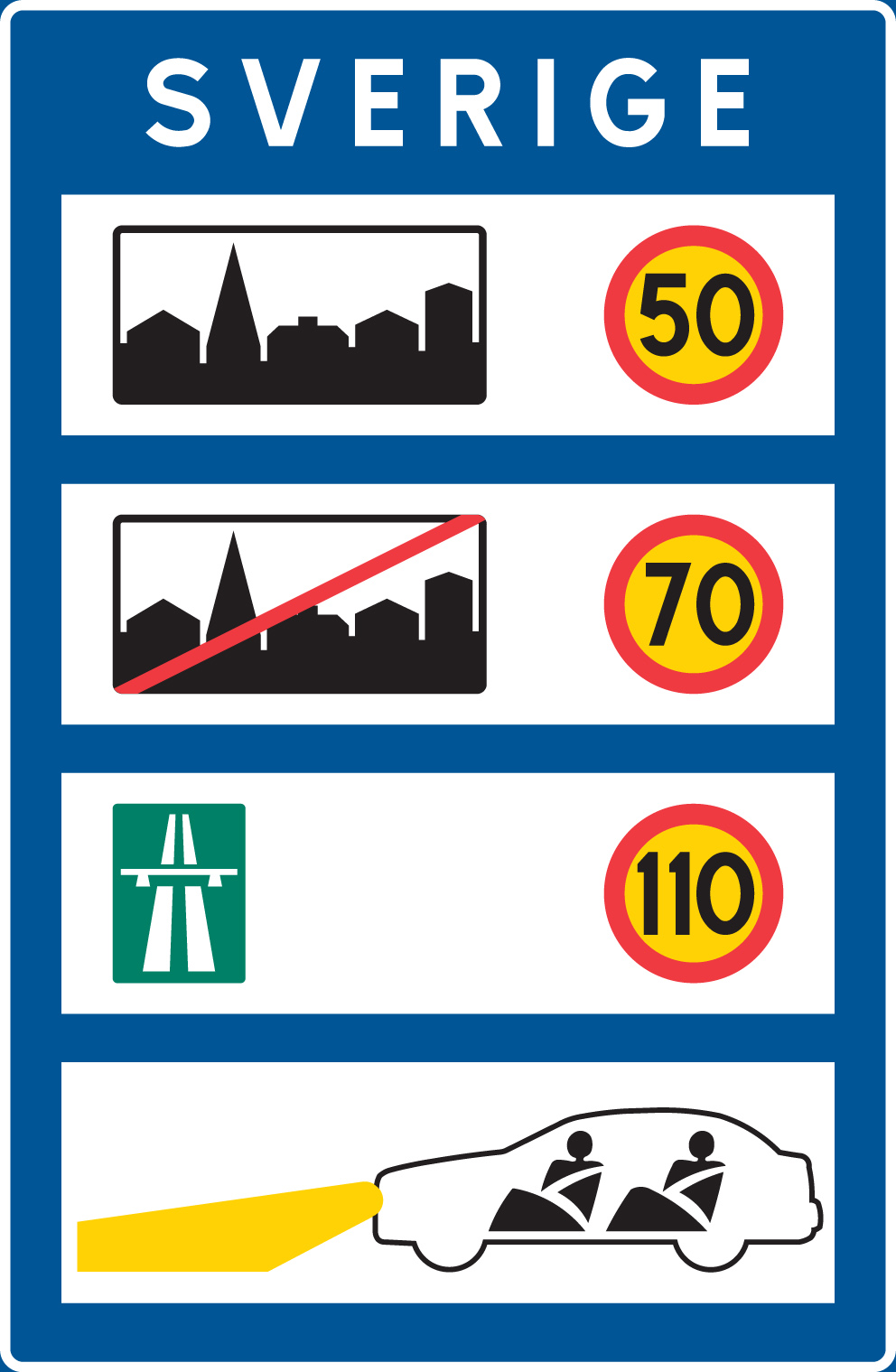
Informacja o dopuszczalnych prędkościach – Szwecja
Znak B-33 „ograniczenie prędkości”
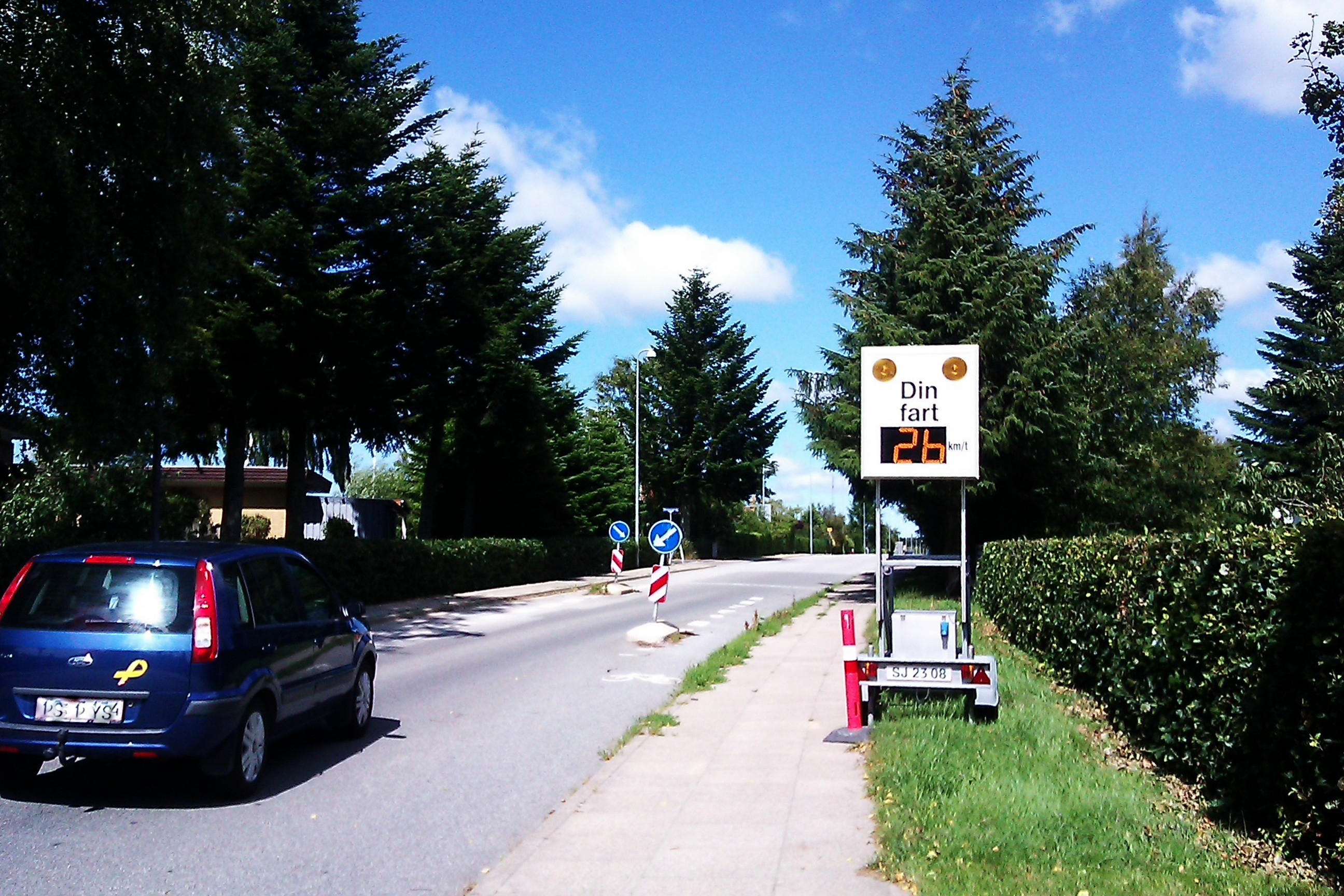
Automatyczna kontrola prędkości w Danii

### Przecinanie się kierunków ruchu
Dwaj uczestnicy ruchu nie mogą jechać jednocześnie, jeśli ich tory jazdy się przecinają. Zasady pierwszeństwa decydują o tym, kto może kontynuować jazdę, a kto musi czekać.
Ustąpienie pierwszeństwa to powstrzymanie się od ruchu, jeżeli ruch mógłby zmusić innego kierującego do zmiany kierunku lub pasa ruchu albo istotnej zmiany prędkości, a pieszego – do zatrzymania się, zwolnienia lub przyspieszenia kroku.
| Znak                         | Miejsce                             | Obowiązki kierującego |
|                              | skrzyżowanie dróg równorzędnych     | ustąpić pierwszeństwa pojazdowi nadjeżdżającemu z prawej strony |
| ,                            | skrzyżowanie                        | ustąpić pierwszeństwa pojazdom na drodze z pierwszeństwem; przy znaku STOP obowiązkowo się zatrzymać |
|                              | zwężony odcinek jezdni              | ustąpić pierwszeństwa pojazdowi jadącemu z naprzeciwka |
|                              | przejście dla pieszych              | ustąpić pierwszeństwa pieszemu znajdującemu się na przejściu; w przypadku pojazdu innego niż tramwaj – także pieszemu wchodzącemu na przejście                                                                                    |
|                              | przejazd dla rowerzystów            | ustąpić pierwszeństwa rowerzyście znajdującemu się na przejeździe |
| ,                            | przejazd kolejowo-drogowy           | ustąpić pierwszeństwa nadjeżdżającemu pojazdowi szynowemu |
| ,                            | przystanek autobusowy, trolejbusowy | na obszarze zabudowanym umożliwić włączenie się do ruchu wyjeżdżającemu autobusowi lub trolejbusowi |
|                              | przystanek tramwajowy               | jeżeli przystanek nie jest wyposażony w wysepkę dla pasażerów, a wjeżdża na niego tramwaj lub stoi za nim, zatrzymać się i umożliwić pieszym dojście do tramwaju lub na drogę dla pieszych (przystanek wiedeński)                 |
| Podczas wykonywania manewrów |                                     | |
| Manewr                       | Manewr                              | Obowiązki kierującego |
| cofanie                      | cofanie                             | ustąpić pierwszeństwa wszystkim innym uczestnikom ruchu |
| włączanie się do ruchu       |                                     | ustąpić pierwszeństwa wszystkim innym uczestnikom ruchu |
| zmiana pasa ruchu            | zmiana pasa ruchu                   | ustąpić pierwszeństwa pojazdom już jadącym na tym pasie i wjeżdżającym na ten pas z prawej strony |
| zmiana kierunku jazdy        | zmiana kierunku jazdy               | ustąpić pierwszeństwa pieszym przechodzącym przez drogę poprzeczną, rowerzystom jadącym ścieżką rowerową, oczekującym na śluzie rowerowej lub jadącym pasem dla rowerów; skręcając w lewo, ustąpić pojazdom jadącym z naprzeciwka |

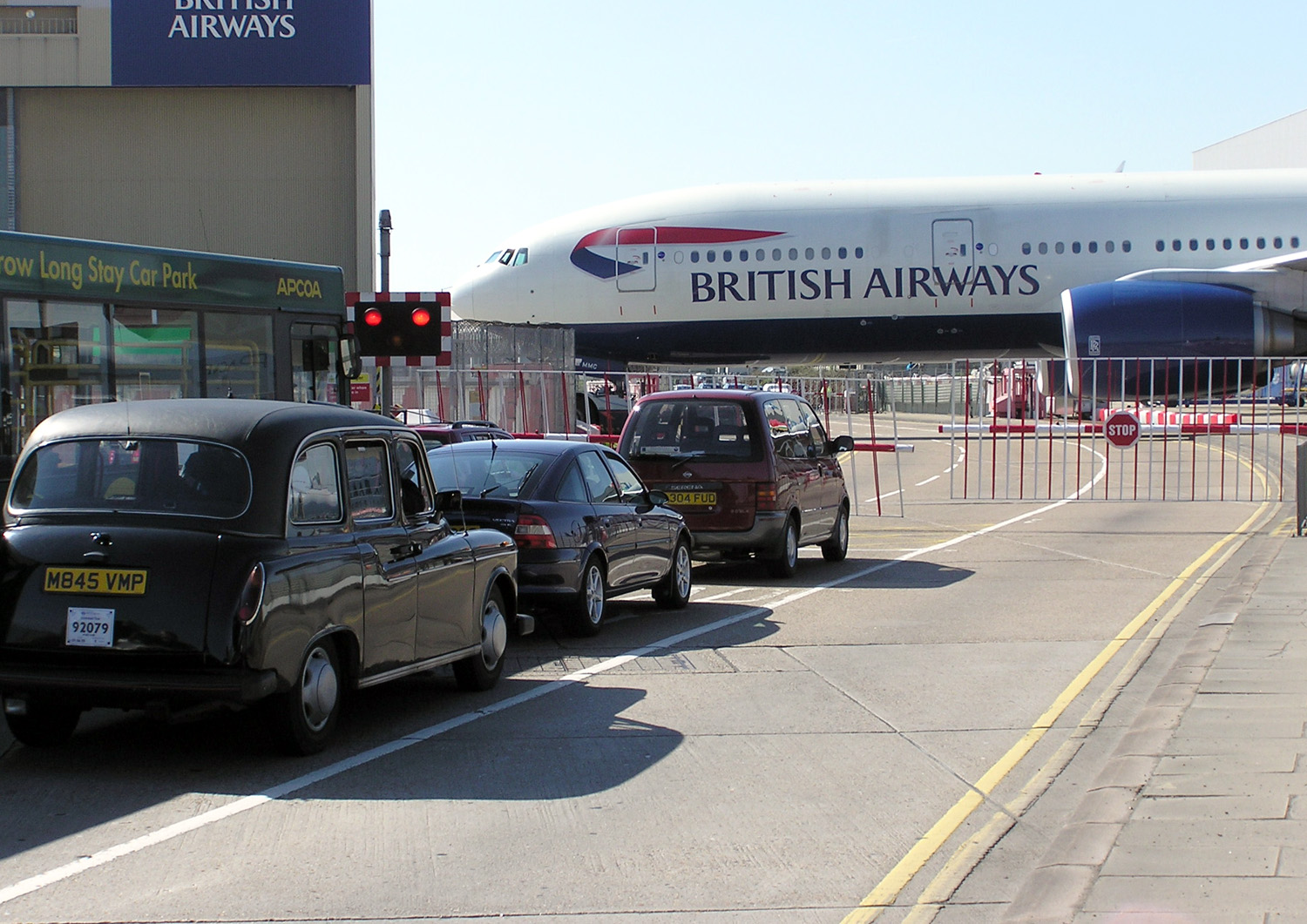
Nietypowe przecięcie – jezdnia z drogą kołowania (port lotniczy Londyn-Heathrow)

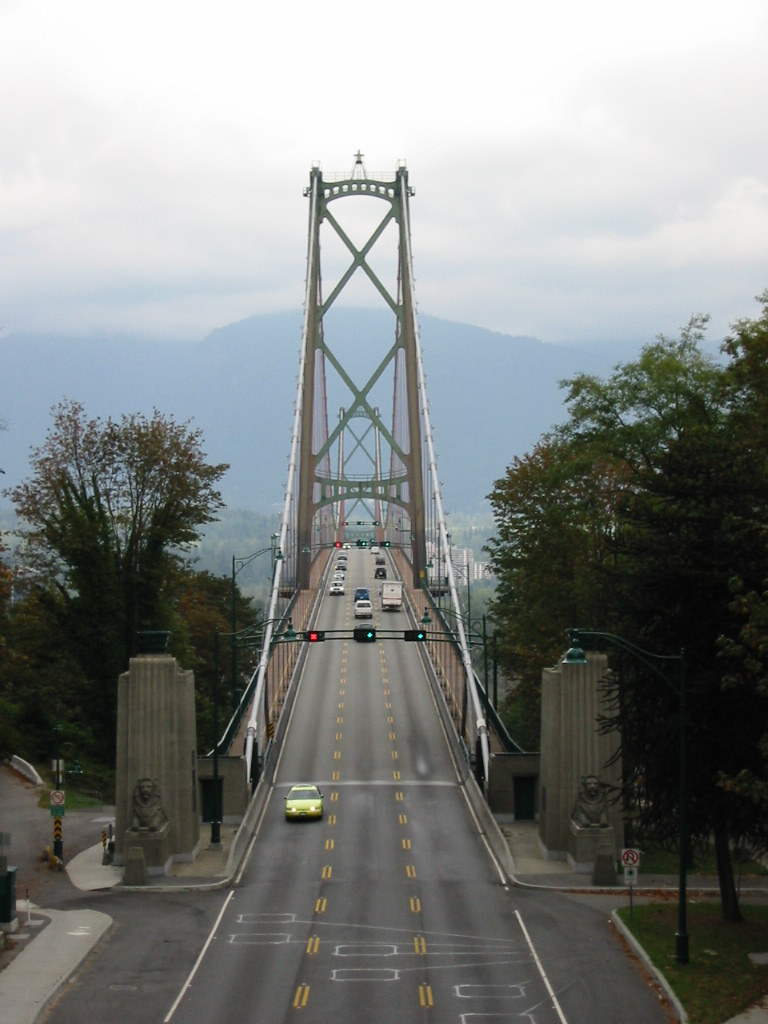
Sygnalizacja świetlna na Lions Gate Bridge. Środkowy pas ruchu może służyć do jazdy w przeciwnym kierunku.

Najczęstszym miejscem przecięcia się kierunków ruchu jest skrzyżowanie, które ustawa definiuje jako przecięcie się w jednym poziomie dróg mających jezdnię, ich połączenie lub rozwidlenie, łącznie z powierzchniami utworzonymi przez takie przecięcia, połączenia lub rozwidlenia; określenie to nie dotyczy przecięcia, połączenia lub rozwidlenia drogi twardej z drogą gruntową lub stanowiącą dojazd do obiektu znajdującego się przy drodze.
Szczególnym przypadkiem skrzyżowania jest skrzyżowanie o ruchu okrężnym (rondo).
Na ruchliwych skrzyżowaniach stosuje się sygnalizację świetlną, która daje każdemu strumieniowi ruchu określoną ilość czasu na przejazd. Ruchem może kierować też osoba uprawniona do tego.
Pieszy przechodzący przez jezdnię poza przejściem dla pieszych obowiązany jest ustąpić pierwszeństwa pojazdom. Nie dotyczy to strefy zamieszkania, gdzie pieszy ma pierwszeństwo przed pojazdami.
Wyjątkiem od zasad pierwszeństwa są pojazdy uprzywilejowane. Każdy uczestnik ruchu ma obowiązek ułatwić im przejazd, w szczególności poprzez natychmiastowe usunięcie się z drogi. Kierujący pojazdem uprzywilejowanym nie musi stosować się do przepisów ruchu drogowego, znaków i sygnałów świetlnych; obowiązują go jednak polecenia dawane przez osoby kierujące ruchem.
.

### Wymijanie, omijanie, wyprzedzanie
Przemieszczanie się obok:
- nieporuszającego się uczestnika ruchu lub przeszkody nazywa się omijaniem.
- uczestnika ruchu poruszającego się w przeciwnym kierunku nazywa się wymijaniem.
- uczestnika ruchu poruszającego się w tym samym kierunku nazywa się wyprzedzaniem.

Na ogół wyprzedzanie pojazdu odbywa się z lewej strony. Wyjątkiem jest wyprzedzanie pojazdu skręcającego w lewo, które może się odbyć z jego prawej strony, wyprzedzanie pojazdu szynowego oraz wyprzedzanie na drodze z wyznaczonymi pasami ruchu. Przepis ten nie dotyczy rowerzystów, którzy mogą wyprzedzać z prawej strony pojazdy wolno jadące.
Zabrania się omijania:
- pojazdu, który jechał w tym samym kierunku i zatrzymał się, aby ustąpić pieszemu lub rowerzyście
- pojazdu czekającego przed przejazdem kolejowo-drogowym.

Zabrania się wyprzedzania:
- przy dojeździe do wierzchołka wzniesienia – zakaz nie obowiązuje, jeżeli są wyznaczone co najmniej dwa pasy ruchu w jednym kierunku i tylko z lewej strony
- na zakrętach oznaczonych odpowiednimi znakami – zakaz nie obowiązuje, jeżeli są wyznaczone co najmniej dwa pasy ruchu w jednym kierunku i tylko z lewej strony
- na przejściach dla pieszych i bezpośrednio przed nimi – zakaz nie obowiązuje na przejściach dla pieszych o ruchu kierowanym
- jeżeli wyprzedzanie wymusza przejechanie na linię ciągłą, przez wysepkę, pod prąd, na pas awaryjny, na pobocze, na parking, na zatokę postojową na chodnik, drogę dla rowerów, drogę dla pieszych lub inne niedozwolone miejsce
- pojazdu uprzywilejowanego na obszarze zabudowanym
- pojazdów silnikowych w strefie zamieszkania
- za znakiem B-25 wyprzedzania pojazdów silnikowych wielośladowych.
- przez samochody ciężarowe kategorii M2 lub M3 za znakiem B-26 wyprzedzania pojazdów silnikowych wielośladowych.
- na przejazdach dla rowerów – zakaz nie obowiązuje na przejazdach dla rowerów o ruchu kierowanym
- na przejazdach kolejowo-drogowych, bezpośrednio przed i za nimi.
- na skrzyżowaniach – zakaz nie obowiązuje na skrzyżowaniach o ruchu okrężnym oraz na skrzyżowaniach o ruchu kierowanym.
- samochodów ciężarowych kategorii M2 lub M3 na autostradach oraz drodze ekspresowej o wyłącznie dwóch pasach ruchu przeznaczonych dla danego kierunku jazdy – zakaz nie obowiązuje, gdy prędkość wyprzedzania jest znaczna (mówi się co najmniej 10 km/h)

Obowiązki wyprzedzanego:
- nie może zwiększać prędkości w czasie manewru wyprzedzania, jak i bezpośrednio po nim
- ciągnik lub pojazd bez silnika w razie potrzeby powinien się zatrzymać i zjechać na pobocze.

### Zatrzymanie i postój
Zatrzymanie pojazdu to unieruchomienie pojazdu niewynikające z warunków lub przepisów ruchu drogowego trwające nie dłużej niż 1 minutę oraz każde unieruchomienie pojazdu wynikające z tych warunków lub przepisów
Postój to unieruchomienie pojazdu niewynikające z przepisów ruchu drogowego i trwające ponad 1 min.

### Strefa zamieszkania
Strefa zamieszkania to strefa, w której pieszy może się poruszać swobodnie po całej udostępnionej do użytku publicznego przestrzeni i ma pierwszeństwo przed pojazdami (kierujący musi ustąpić pieszemu w każdym wypadku). Ponadto:
- Dziecko w wieku do 7. lat może korzystać z drogi na terenie strefy również bez opieki dorosłych.
- Obowiązuje ograniczenie prędkości do 20 km/h.
- Obowiązuje zakaz wyprzedzania pojazdów silnikowych.
- Opuszczając strefę zamieszkania, należy ustąpić pierwszeństwa wszystkim uczestnikom ruchu drogowego.
- Wolno parkować jedynie w miejscach do tego wyznaczonych.

### Strefa ruchu

Strefa ruchu

Koniec strefy ruchu

Strefa ruchu to obszar wyznaczony na drodze wewnętrznej (lub drogach wewnętrznych), w którym obowiązują wszystkie przepisy drogowe.

### Uprawnienia do kierowania pojazdami
Dokumentem stwierdzającym uprawnienie do kierowania pojazdem jest:
- prawo jazdy odpowiedniej kategorii dla pojazdu silnikowego, motoroweru, roweru, wózka rowerowego lub pojazdu zaprzęgowego[2]
- pozwolenie na kierowanie tramwajem
- karta rowerowa dla roweru, wózka rowerowego, pojazdu zaprzęgowego, hulajnogi elektryczej lub urządzenia transportu osobistego – jeżeli kierujący nie ukończył 18 lat
- dowód osobisty albo inny dokument tożsamości kierującego dla roweru, wózka rowerowego, pojazdu zaprzęgowego, hulajnogi elektryczej lub urządzenia transportu osobistego – jeżeli kierujący ukończył 18 lat[2][15][16].

Ponadto wymaga się ukończenia odpowiedniego kursu od:
- kierowcy zawodowego
- przewożącego materiały niebezpieczne
- taksówkarza
- operatora pojazdów wolnobieżnych
- instruktora nauki jazdy lub egzaminatora
- motorniczego.

Uprawnienia do kierowania pojazdami mechanicznymi mogą być zawieszone lub cofnięte w przypadkach określonych ustawą. Nie można utracić uprawnień do kierowania pojazdem niemechanicznym, chyba że zostanie orzeczony zakaz prowadzenia pojazdów obejmujący wszelkie pojazdy lub inne niż mechaniczne.